# Rapp Imre
Rapp Imre (Dunaföldvár, 1937. szeptember 15. – 2015. június 3.)  válogatott labdarúgó, kapus, edző.

## Pályafutása

### Klubcsapatban
1954-ig szülővárosának csapatában játszott. 17 évesen a közeli Paks csapatában védett 1957-ig. Ekkor megkereste a Kaposvári Kinizsi csapata. Az NB II-es klubban jól ment neki a védés. Tagja volt az NB II-es Nyugati csoport válogatottjának, majd az NB II-válogatottjának is. Két szezonban állt a Kinizsi kapujában, amikor 1959-ben a Tatabányai Bányász elcsábította. Élvonalbeli mérkőzésen 1960-ban mutatkozott be a Tatabányai Bányász csapatában. Tatabányán Grosics mellett ritkán jutott szóhoz.
1965 és 1975 között a Pécsi MSC (Pécsi Dózsa) csapatában védett. Nagyon jól ment neki a védés. 1965–66-ban négyszer szerepelt a B-válogatottban. Részben neki köszönhette a Dózsa, hogy mind 1968-ban, mint 1969-ben az NB I-ben a hatodik helyen végzett a pécsi csapat. 1970-ben a Newcastle United elleni emlékezetes kupamérkőzésen az angol csapat első három tizenegyesének kivédésével döntően járult hozzá a továbbjutáshoz. 1971-ben az NB I legidősebb kapusa volt a 34 évével. 1972-ben az olimpiai ezüstérmes válogatott csapat harmadik számú kapusa volt, ám egyszer sem lépett pályára. 1973-ban a Ferencváros- Pécsi MSC (0–0) mérkőzésen 10-es osztályzatot kapott, másodikként a Népsport által bevezetett osztályozás történetében.
1976-ban a Kaposvári Rákóczinál fejezte be az aktív labdarúgást. Összesen 298 bajnoki mérkőzésen szerepelt és 5 gólt szerzett tizenegyesből.
Az aktív pályafutása befejezése után villamosipari technikusként helyezkedett el a Baranya Megyei Állami Építőipari Vállalatnál, majd a Mecsek Holding Kft. energetikusa lett.

### A válogatottban
1973-ban 1 alkalommal szerepelt a válogatottban az NDK ellen. Tagja volt az 1972-es európa-bajnoki 4. helyezett válogatott keretnek, de mérkőzésen nem lépett pályára.

## Sikerei, díjai
- Magyar bajnokság
  - 6.: 1968, 1969

## Statisztika

### Mérkőzése a válogatottban
| Magyarország | Magyarország       | Magyarország         | Magyarország | Magyarország | Magyarország | Magyarország | Magyarország | Magyarország |
| #            | Dátum              | Helyszín             | Hazai        | Eredmény     | Vendég       | Kiírás       | Gólok        | Esemény      |
| ------------ | ------------------ | -------------------- | ------------ | ------------ | ------------ | ------------ | ------------ | ------------ |
| 1.           | 1973. november 21. | Budapest, Népstadion | Magyarország | 0 – 1        | NDK          | barátságos   | -            |              |
|              | Összesen           |                      |              | 1            | mérkőzés     |              | 0            | gól          |